# Capitán Augusto Rivadeneira
Capitán Augusto Rivadeneira ist eine Parroquia rural („ländliches Kirchspiel“) im Kanton Aguarico der ecuadorianischen Provinz Orellana. Verwaltungssitz ist die Ortschaft Chiru Isla, im Nordwesten der Parroquia 40 km westnordwestlich vom Kantonshauptort Tiputini am rechten Flussufer des Río Napo gelegen. Weitere Orte in der Parroquia sind Samona, Sinchi Chikta und Limón Yaku. Die Parroquia Capitán Augusto Rivadeneira besitzt eine Fläche von 964,55 km². Die Einwohnerzahl lag im Jahr 2010 bei 701. Die Parroquia wurde am 30. April 1969 gegründet.

## Lage
Die Parroquia Capitán Augusto Rivadeneira liegt im Amazonastiefland im Nordosten der Provinz Orellana. Der Río Napo durchquert das Areal in ostsüdöstlicher Richtung. Die Parroquia reicht im Nordosten bis zum Río Aguarico. Im Norden wird das Gebiet von der Quebrada Juanillos, ein rechter Nebenfluss des Río Aguarico begrenzt, im Süden vom Río Tiputini.
Die Parroquia Capitán Augusto Rivadeneira grenzt im äußersten Nordosten an die Parroquia Yasuní, im Südosten an die Parroquia Santa María de Huiririma, im Süden an die Parroquias Tiputini und Cononaco, im Westen an die Parroquia El Edén (Kanton Francisco de Orellana) sowie im Nordwesten und im Norden an die Provinz Sucumbíos mit den Parroquias Pañacocha (Kanton Shushufindi) und Cuyabeno (Kanton Cuyabeno).

## Ökologie
Der äußerste Norden der Parroquia befindet sich innerhalb des Wildtier-Reservates Cuyabeno.